# Donat Chiasson
Donat Chiasson (* 2. Januar 1930 in Paquetville; † 10. November 2003 in Collette) war ein kanadischer Geistlicher und römisch-katholischer Erzbischof von Moncton.

## Leben
Donat Chiasson empfing am 6. Mai 1956 die Priesterweihe. 
Papst Paul VI. ernannte ihn am 23. März 1972 zum Erzbischof von Moncton. Der Alterzbischof von Moncton, Norbert Robichaud, spendete ihm am 1. Juni desselben Jahres die Bischofsweihe; Mitkonsekratoren waren Camille-André LeBlanc, Altbischof von Bathurst, und Joseph Neil MacNeil, Bischof von Saint John, New Brunswick.
Von seinem Amt trat er am 21. September 1995 zurück.